# Hook and Lateral
Der Hook and Lateral (auch Hook and Ladder) ist ein Trickspielzug im American Football.
Bei diesem Spielzug wirft der Quarterback einen Pass auf einen Receiver, welcher einen Lateralpass auf einen außen an ihm vorbeilaufenden Runningback spielt. Die anderen Receiver laufen dabei Routen, die den Gegner auf die andere Seite des Spielfelds locken soll. Für eine erfolgreiche Ausführung muss der Pass vom Quarterback auf den Receiver präzise sein. Zudem sollte der Receiver den Ball mit den Händen statt mit dem Körper fangen, um eine schnelle Ausführung des Spielzugs zu gewährleisten. Der Runningback muss zudem seine Laufroute gut timen, um zum perfekten Zeitpunkt möglichst nah und mit voller Geschwindigkeit am Receiver vorbeizulaufen.
Erfunden wurde der Spielzug von Miami-Dolphins-Head-Coach Don Shula, welcher ihn im AFC Divisional Playoffspiel gegen die San Diego Chargers am 2. Januar 1982 erstmals einsetzte. Der Spielzug hieß dabei ursprünglich 87 Circle Curl Lateral. Der Spielzug war dabei Teil eines Spiels, das von der Pro Football Hall of Fame als Spiel der 1980er bezeichnet wurde. Dolphins-Quarterback Don Strock warf dabei sechs Sekunden vor Ende der ersten Halbzeit den Pass auf Duriel Harris, welcher den Lateral auf Tony Nathan warf, welcher unberührt zum Touchdown lief.